# オーティス・ウィットリー
オーティス・ウィットリー（Aurtis Whitley、1977年5月1日 - ）は、トリニダード・トバゴの元サッカー選手。元トリニダード・トバゴ代表。ポジションはミッドフィールダー。

## 来歴
2000年にトリニダード・トバゴ代表デビュー。2002 CONCACAFゴールドカップ、2005 CONCACAFゴールドカップに出場。トリニダード・トバゴ史上初の出場となった2006 FIFAワールドカップのメンバーにも選ばれ、グループステージ全3試合に出場した。2008年までに41試合に出場、2得点をあげた。

## 代表歴

### 出場大会
- トリニダード・トバゴ代表
  - 2006 FIFAワールドカップ

### 試合数
- 国際Aマッチ 41試合 2得点（2000年-2008年）[1]

| トリニダード・トバゴ代表 | 国際Aマッチ | 国際Aマッチ |
| 年                       | 出場        | 得点        |
| ------------------------ | ----------- | ----------- |
| 2000                     | 1           | 0           |
| 2001                     | 2           | 0           |
| 2002                     | 1           | 0           |
| 2003                     | 2           | 1           |
| 2004                     | 2           | 0           |
| 2005                     | 11          | 0           |
| 2006                     | 9           | 0           |
| 2007                     | 0           | 0           |
| 2008                     | 13          | 1           |
| 通算                     | 41          | 2           |